# Palaeamathes hoenei
Palaeamathes hoenei là một loài bướm đêm trong họ Noctuidae.